# Подводные лодки типа «Дафне»
Подводные лодки типа «Дафне» (фр. Daphné, «Дафна») — серия дизель-электрических подводных лодок ВМФ Франции строившихся в 1958—1970 для собственных нужд и на экспорт.

## История
Данные лодки являлись увеличенной версией предыдущего типа «Аретуз». Для нужд ВМФ Франции было построено одиннадцать единиц. Так же некоторое количество субмарин было продано другим странам: 3 — Пакистан, 4 — Португалия, 3 — ЮАР и 4 — Испания. За время службы две лодки (Eurydice (S644) в 1970 году и Minerve (S647) 1968 году) затонули из-за аварий, что поставило крест на их продажах. Расследование обоих инцидентов привело к выводам о недостатках в дизайне шноркеля. В 1990-е субмарины были разделаны на металл, а Португалия продала одну из своих субмарин Пакистану. PNS Hangor (S131) потопила Индийский фрегат INS Khukri во время Индо-Пакистанской войны в 1971. В данный момент Пакистан так же вывел эти субмарины из состава флота, заменив их французским же типом «Агоста» и «Агоста»-90B, получив при этом от Франции технологии и лицензию на производство и продажу дружественным странам.

## Оборудование
Лодки были снабжены двенадцатью 550 мм торпедными аппаратами, которые могли быть перезаряжены только в порту: 8 носовых (с длинными торпедами) и 4 кормовых (с короткими)
В 1971 году субмарины получили новый гидролокатор DUUA2B (установленный в увеличенном выступе в носовой части лодки) и DLTD3A для запуска управляемых по проводам торпед F17.
По свидетельству источников субмарины были достаточно «сырыми» и страдали от множественных отказов и поломок оборудования.

## Список лодок по странам
- Военно-морские силы Франции
  - Daphné (S641) — построена в 1964 году — выведена из состава флота в 1989 году
  - Diane (S642) — построена в 1964 году — выведена из состава флота в 1989 году
  - Doris (S643)[фр.] — построена в 1964 году — выведена из состава флота в 1994 году
  - Eurydice (S644)[англ.] — построена 1964 году — затонула после аварии 4 марта 1970 года
  - Flore (S645)[фр.] — построена в 1964 году — выведена из состава флота в 1989 году
  - Galatée (S646)[фр.] — построена в 1964 году — выведена из состава флота в 1991 году
  - Minerve (S647)[англ.] — построена в 1964 году — затонула после аварии 27 января 1968 года
  - Junon (S648) — построена в 1966 году — выведена из состава флота в 1996 году
  - Vénus (S649) — построена в 1966 году — выведена из состава флота в 1990 году
  - Psyché (S650) — построена в 1970 году — выведена из состава флота в 1996 году
  - Sirène (S651) — построена в 1970 году — выведена из состава флота в 1996 году

- Военно-морские силы Пакистана
  - PNS Hangor (S131)[англ.] — построена в 1970 году — выведена из состава флота в 2006 году (на настоящее время является экспонатом в Морском музее Пакистана[англ.])
  - PNS Shushuk (S132) — построена в 1970 году — выведена из состава флота в 2006 году
  - PNS Mangro (S133) — построена в 1970 году — выведена из состава флота в 2006 году
  - PNS Ghazi (S134) (бывшая португальская NRP Cachalote (S165)) — получена в 1975 году — выведена из состава флота в 2006 году

- Военно-морские силы Португалии (Подводные лодки типа «Альбакора»[англ.])
  - NRP Albacora (S163) — построена в 1967 году — выведена из состава флота в 2000 году
  - NRP Barracuda (S164)[фр.] — построена в 1968 году — выведена из состава флота в 2010 году
  - NRP Cachalote (S165)[англ.] — построена в 1969 году — продана Пакистану в 1975 году
  - NRP Delfim (S166) — построена в 1969 году — выведена из состава флота в 2005 году

- Военно-морские силы ЮАР
  - SAS Maria van Riebeeck (S97) — переименована в SAS Spear (S97)[англ.] — построена в 1970 году — выведена из состава флота в 2003 году
  - SAS Emily Hobhouse (S98) — переименована в SAS Umkhonto (S98)[англ.] — построена в 1970 году — выведена из состава флота в 2003 году
  - SAS Johanna van der Merwe (S99) — переименована в SAS Assegaai (S99)[англ.] — построена в 1971 году — выведена из состава флота в 2003 году, в настоящее время музейный корабль[2]

- Военно-морские силы Испании (построены фирмой Bazan на верфи в Картахене)
  - Delfín (S61) — построена в 1973 году — выведена из состава флота в 2003 году, в настоящее время музейный корабль в Торревьеха[3]
  - Tonina (S62) — построена в 1973 году — выведена из состава флота в 2005 году
  - Marsopa (S63) — построена в 1975 году — выведена из состава флота в 2006 году
  - Narval (S64) — построена в 1975 году — выведена из состава флота в 2003 году